# Atractis
Atractis ist eine Gattung der Spulwürmer mit 17 Arten, die als Parasiten Amphibien und Reptilien befallen.

## Merkmale
Atractis sind Atractinae, bei denen Anus und Vulva getrennt nach außen münden. Die Kutikula ist nicht mit Dornen besetzt.

## Systematik
Zur Gattung gehören folgende Arten:
- Atractis africana Ortlepp, 1933
- Atractis bravoae (Osorio-Sarabia, 1984)
- Atractis conciliatus Alho, 1967
- Atractis costaricaensis Gibbons & Platt, 2006
- Atractis dactylura Dujardin, 1845
- Atractis emilii Gallego Berenguer, 1945
- Atractis hystrix Diesing, 1851
- Atractis impura Caballero, 1944
- Atractis marquezi Bursey & Flanagan, 2002
- Atractis morinae Baer, 1936
- Atractis opeatura Leidy, 1891
- Atractis penneri Gambino, 1957
- Atractis perarmata Linstow, 1910
- Atractis ruparensis Gupta & Agarwal, 1978
- Atractis scelopori Caballero, 1938
- Atractis testudinicola Baylis, 1933
- Atractis vidali Gonzalez-Solis & Moravec, 2002